# Rautare (Jokkmokks socken, Lappland)
Rautare är en sjö i Jokkmokks kommun i Lappland och ingår i Luleälvens huvudavrinningsområde. Sjön har en area på 0,437 kvadratkilometer och ligger 693,1 meter över havet. Rautare ligger i Pärlälvens fjällurskog Natura 2000-område.

## Delavrinningsområde
Rautare ingår i det delavrinningsområde (740106-161666) som SMHI kallar för Inloppet i Vuolep Jervasjaure. Medelhöjden är 621 meter över havet och ytan är 44,53 kvadratkilometer. Det finns ett avrinningsområde uppströms, och räknas det in blir den ackumulerade arean 82,33 kvadratkilometer. Jervasjåkkå som avvattnar avrinningsområdet har biflödesordning 4, vilket innebär att vattnet flödar genom totalt 4 vattendrag innan det når havet efter 266 kilometer. Avrinningsområdet består mestadels av skog (78 procent) och kalfjäll (17 procent). Avrinningsområdet har 1,37 kvadratkilometer vattenytor vilket ger det en sjöprocent på 3,1 procent.